# Цип'я
Ци́п'я (рос. Цыпья) — присілок в Ярському районі Удмуртії, Росія.

## Населення
Населення — 10 осіб (2010, 35 у 2002).
Національний склад станом на 2002 рік:
- удмурти — 94 %